# Stazione di Jinryō
La stazione di Jinryō (神領駅?, Jinryō-eki) e una stazione ferroviaria situata nella città di Kasugai, nella prefettura di Aichi in Giappone. La stazione e gestita dalla JR Central e serve la linea principale Chūō.

## Linee
JR Central
■ Linea principale Chūō

## Struttura
La stazione è costituita da due marciapiedi, uno laterale e uno a isola con 3 binari in superficie, di cui il numero 2 è usato promiscuamente in entrambe le direzioni. I binari sono collegati da passerelle, e non sono presenti scale mobili o ascensori, mentre sono disponibili tornelli automatici con supporto alla bigliettazione elettronica TOICA. È inoltre presente uno scalo e un deposito di materiale rotabile.
| 1-2 | ■ Linea principale Chūō | per Ōzone e Nagoya       |
| 2-3 | ■ Linea principale Chūō | per Tajimi e Nakatsugawa |

## Stazioni adiacenti
| ≪                                   | Servizio              | ≫                     |
| Linea principale Chūō               | Linea principale Chūō | Linea principale Chūō |
| ----------------------------------- | --------------------- | --------------------- |
| Kōzōji                              | Locale                | Kasugai               |
| L'Homeliner e il rapido non fermano |                       |                       |